# Mariene ecoregio Golf van Maine/Fundybaai
De Mariene ecoregio Golf van Maine/Fundybaai (40) (Engels: Gulf of Maine/Bay of Fundy marine ecoregion) is een biogeografische regio en ligt in het noordwesten van de Atlantische Oceaan in de Mariene provincie Koude Gematigde Noordwestelijke Atlantische Oceaan (5) in het Marien rijk Gematigde Noordelijke Atlantische Oceaan. De mariene ecoregio is vastgesteld door het World Wide Fund for Nature en The Nature Conservancy en is vernoemd naar de Golf van Maine en Fundybaai.
In het oosten grenst het gebied aan de mariene ecoregio Scotiaplat (39) en in het zuidwesten aan de mariene ecoregio Virginia (41).

## Geografie
De mariene ecoregio ligt in het noordwesten van de Atlantische Oceaan voor de zuidoostkust van Canada met de provincies Nova Scotia en New Brunswick en voor de noordoostkust van de Verenigde Staten met de staten Maine, New Hampshire en Massachusetts. Het gebied strekt zich uit van Brier Island voor de westkust van het Nova Scotia-schiereiland tot aan de oostkust van schiereiland Cape Cod. Het gebied omvat onder andere de Fundybaai.
Door het gebied stroomt de Golfstroom, onderdeel van de Noord-Atlantische gyre, en langs de kust de verlengde Labradorstroom.

## Biogeografie
Het gebied kent zeeleven dat houdt van gematigde temperaturen.